# Relaciones Argentina-Perú
Las relaciones Argentina-Perú son las relaciones internacionales entre la República Argentina y la República del Perú, establecidas formalmente el 10 de julio de 1822. En 2013, Argentina fue el país de destino del 14,3% del total de la emigración peruana, mientras que entre 1994 y 2012 los argentinos representaban el 6% de los inmigrantes en el Perú.
Ambas naciones son miembros de la Comunidad de Estados Latinoamericanos y del Caribe, Grupo de los 77, Naciones Unidas, Organización de Estados Americanos y la Organización de Estados Iberoamericanos.

## Historia

### Guerra de la Independencia

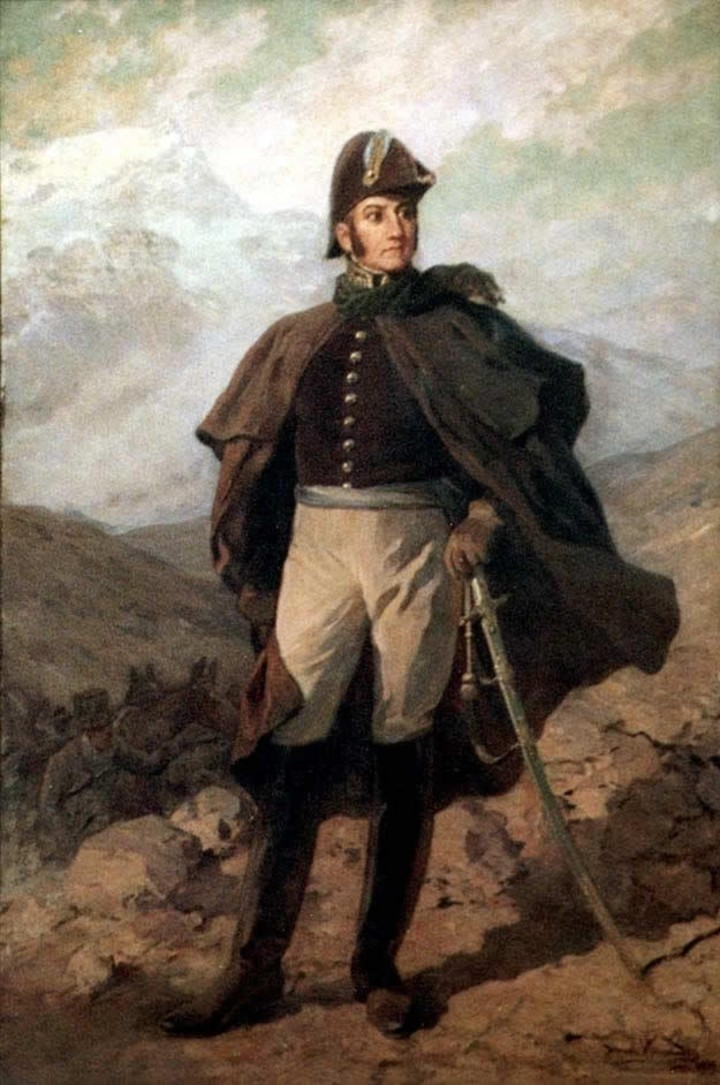
Óleo de José de San Martín.

Con la corriente libertadora del sur llega don José de San Martín al Perú, que luego de sucesivas victorias y alertando a todo el pueblo del Perú los motivos de su llegada, San Martín ingresa a Lima, donde miles de españoles mantenían todavía su influencia económica y política. Finalmente, el 28 de julio, el general nacido en Yapeyú proclamó la independencia del país con las siguientes palabras: "Desde este momento el Perú es libre e independiente por la voluntad general de los pueblos y por la justicia de su causa que Dios defiende. ¡Viva la patria! ¡Viva la libertad! ¡Viva la independencia!".
De inmediato se formó un gobierno independiente que nombró a San Martín su Protector, con plena autoridad civil y militar. A pesar del disgusto que le acarreaba dicha responsabilidad, lo habían convencido de que el peligro realista todavía no había desaparecido. Una de las primeras acciones del nuevo gobierno fue decretar la reforma del sistema de esclavitud, tendiente a eliminar dicha institución centenaria.
Durante la dictadura militar peruana de tendencia fascista Manuel A. Odría Argentina intervendrá durante la detención de Haya de la Torre que provocó que Juan Domingo Perón y el presidente chileno Carlos Ibáñez del Campo quienes reclamaron la libertad de más de 150 presos políticos peruanos so pena de suspender la ayuda económica que ambos países brindaban a Perú. El presidente argentino mantenía una gran amistad epistolar con Víctor Raúl Haya de la Torre, al punto de Perón firmar el prólogo para la quinta edición argentina lanzada en 1949 de la publicación de su libro “Ideario y acción aprista”. Entre 1950 y 1955 Argentina acogería a más de 100 intelectuales apristas como refugiados

### Controversia sobre la guerra del Cenepa
En 1995, Perú participó en la Guerra del Cenepa, una breve guerra de treinta y tres días con Ecuador sobre el río Cenepa sector de la Cordillera del Cóndor territorio en el oeste de la Amazonia. Argentina, Chile, Brasil, y el de Estados Unidos, como los garantes del 1942 Protocolo de Río que había puesto fin a la guerra entre Ecuador y Perú a principios de ese siglo, trabajaron con los gobiernos de Perú y Ecuador para encontrar un retorno al statu quo y poner fin a sus disputas fronterizas una vez por todas. En 2005, el general Víctor Manuel Bayas, exjefe del Estado Mayor de las Fuerzas Armadas de Ecuador durante la guerra del Cenepa, hizo una serie de declaraciones en cuanto al conflicto armado entre Perú y Ecuador. El 21 de marzo de 2005, General de Bayas se le preguntó por el diario ecuatoriano El Comercio si Chile había vendido armas a Ecuador durante la guerra del Cenepa, a lo que respondió: "Sí, fue un contrato con los militares durante el conflicto" por otra parte, el general Bayas reveló que Argentina y Rusia también había vendido armas a Ecuador durante el conflicto.
Argentina admitió a la venta ilegal de armamento al revelar la existencia de tres decretos secretos firmados por el presidente Carlos Menem entre los años 1991 y 1995. La controversia con respecto a los decretos se produjo cuando las armas vendidas no fue a Panamá, Bolivia y Venezuela tal como se había acordado, pero en cambio las armas terminaron en Croacia y Ecuador en momentos en que ambas naciones estaban involucrados en guerras y prohibido de recibir ayuda militar internacional. La venta que Argentina dio a Ecuador incluye 6.500 toneladas de fusiles, cañones, cohetes antitanque y municiones.

## SigloXXI

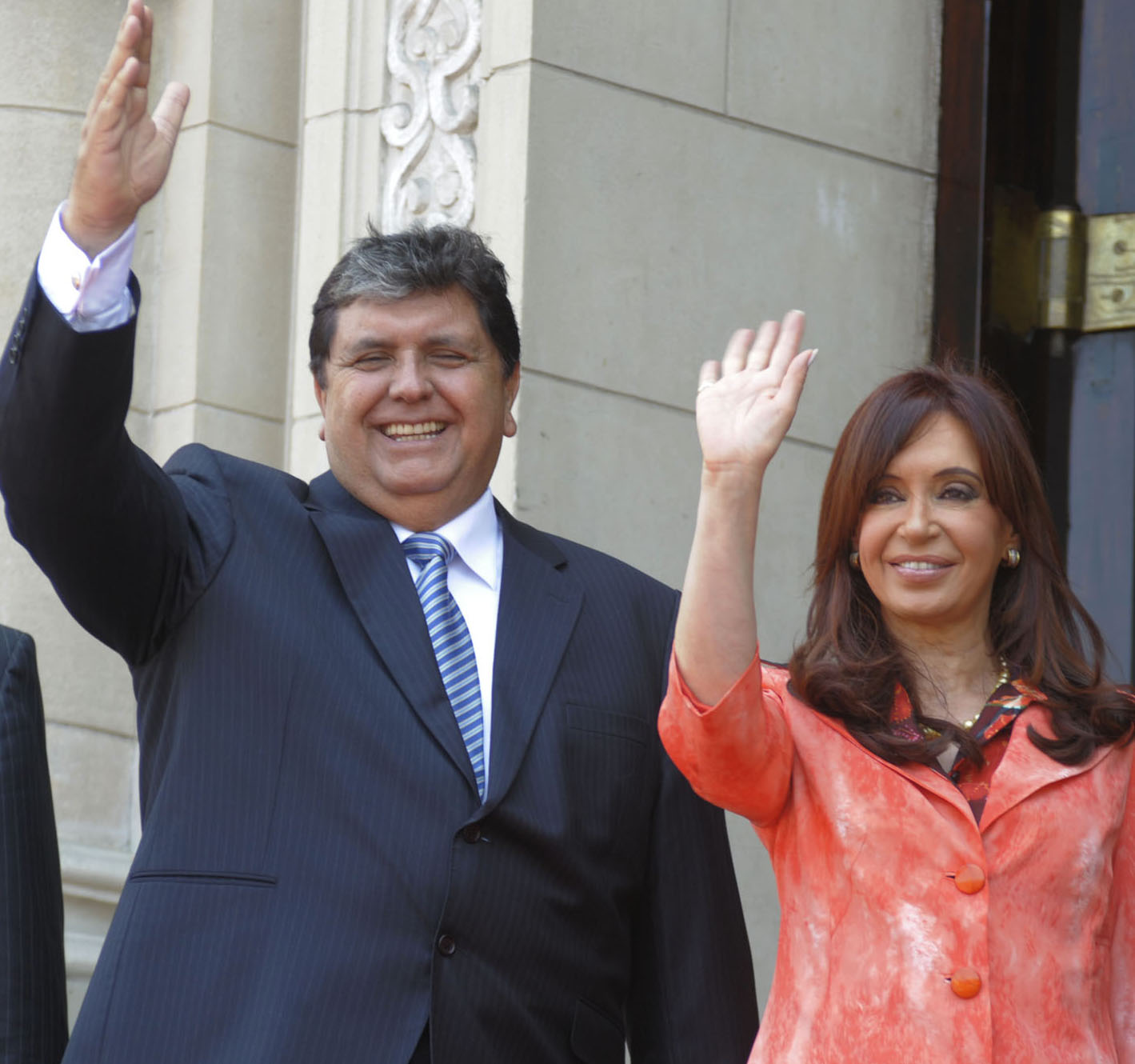
la Dra Cristina Fernández de Kirchner junto a Alan García, entonces presidente del Perú.

El 22 de marzo de 2010 la presidente Fernández viajó al Perú con el objetivo central de desagraviar a ese país y normalizar las relaciones, luego del escándalo de armas que involucró al exministro liberal Domingo Cavallo, en 1995 una operación de contrabando de armas a Ecuador. 
En esa oportunidad Cristina Fernández se entrevistó con el presidente del Perú Alan García manifestando: «con pocas naciones (la Argentina tiene) relaciones tan importantes como con la querida hermana República del Perú, con tantos lazos históricos comunes. Esta es una visita de desagravio institucional y reparación histórica que nos debíamos a nosotros los argentinos y a nuestros hermanos peruanos. Siento que estoy cumpliendo un mandato de todo el pueblo argentino para reafirmar la importancia de consolidar la unidad de la región como una unidad que no solo tenga basamentos económicos».
Durante las dos primeras décadas del siglo XXI Argentina y Perú disfrutaron de buenas  relaciones internacionales, se firmaron 13 convenios de cooperación y la suscripción de un acuerdo de asociación estratégica destinado a incrementar los lazos comerciales, culturales y educativos.
En 2010, la colectividad peruana se posicionó como la cuarta comunidad inmigrante en importancia detrás de la paraguaya, la boliviana, y la chilena, contando con 157 514 habitantes y habiendo registrado un crecimiento del 1739,90 % desde 1980.[4]
El 17 de abril de 2006, la gestión de Kirchner puso en marcha el Plan Patria Grande, con el fin de conceder la residencia a los inmigrantes provenientes de las naciones miembros y asociados del Mercado Común del Sur (Mercosur) que se encontraran en situación de irregularidad documental; este programa fue continuado por su sucesora, Cristina Fernández continuando con el objetivo del programa Patria Grande para legalizar y dotar de derechos a inmigrantes sin papeles hasta agosto de 2010, se habían inscripto en el programa 423 697 extranjeros, de los cuales 47 455 eran peruanos.
Al 2020, sumaban 350 000 residentes peruanos en Argentina, de acuerdo a la Dirección Nacional de Migraciones (DNM).
Tras el controvertido cambio poder ejecutivo peruano fue desconocido por los gobiernos de Argentina, Bolivia, Colombia, México, Chile, etc que ratificaron su reconocimiento a Pedro Castillo como presidente legítimo de Perú. Posteriormente siguieron otros países como Honduras y Nicaragua, llegando a calificar a Duna Boluarte de dictadora, remarcando los hechos de corrupción en el entorno de Boluarte y las muerte de manifestantes.
 En noviembre de 2023 miles de peruanos residentes en Argentina se sumaron a las protestas internacionales contra el régimen de Boluarte frente a la embajada de Perú en Buenos Aires. Dina Boluarte fue invitada a la asunción presidencial de Javier Milei el 10 de diciembre de 2023, pero finalmente no asistió.

## Misiones diplomáticas
- Argentina tiene una embajada y consulado-general en Lima.
- Perú tiene una embajada y consulado-general en Buenos Aires y consulados-generales en Córdoba, La Plata y Mendoza.

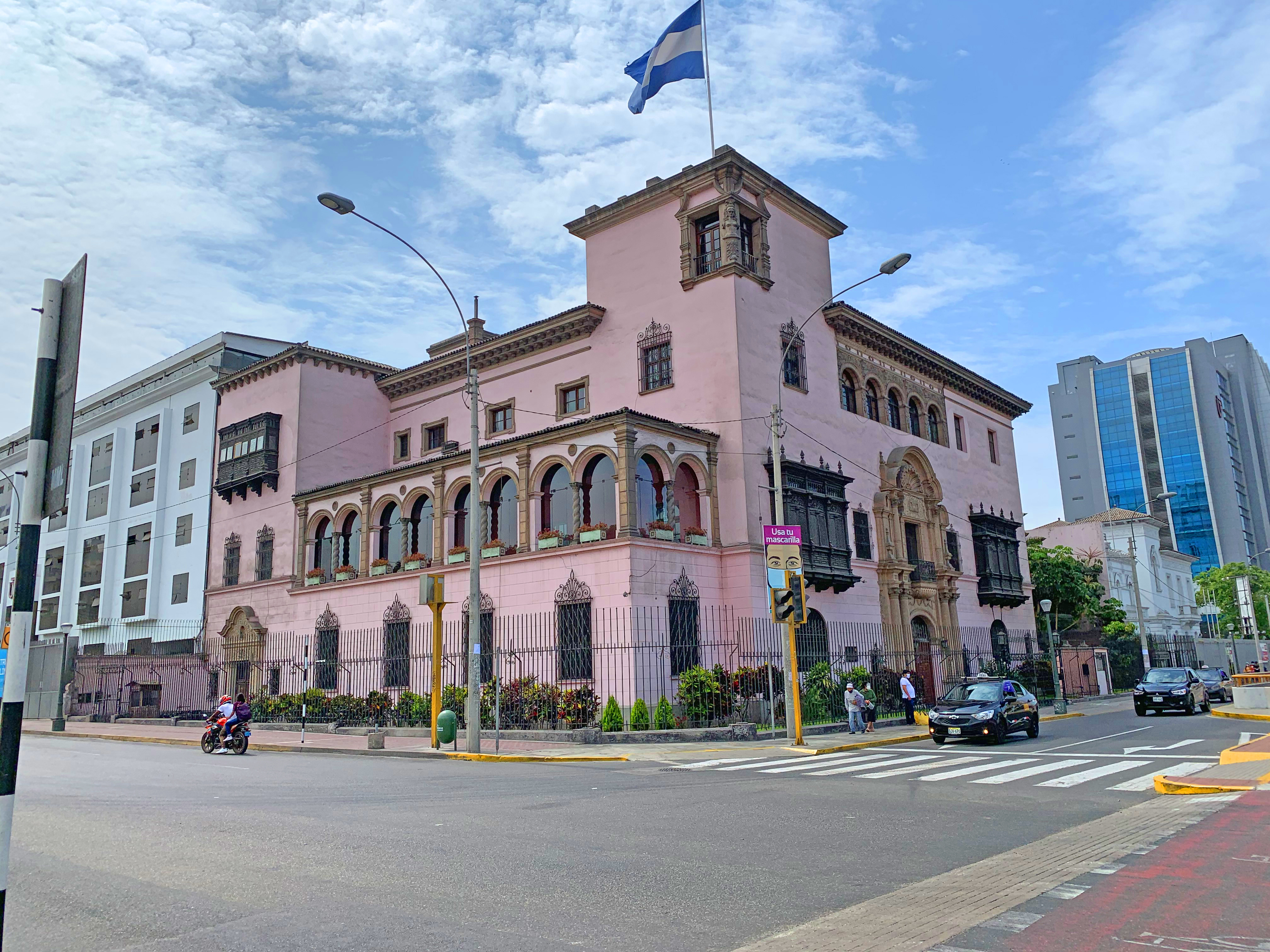
Embajada Argentina en Lima
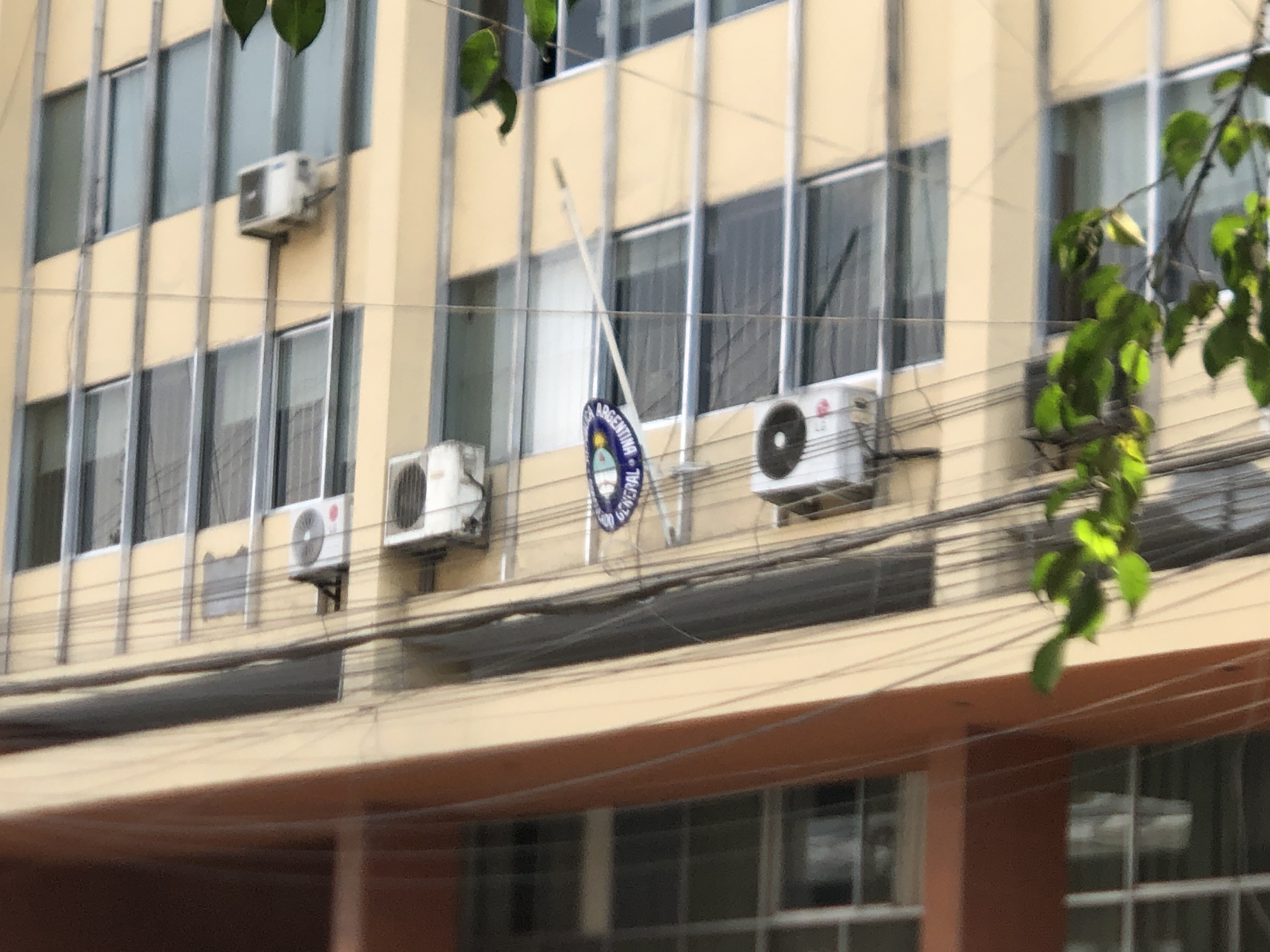
Consulado-General de Argentina en Lima
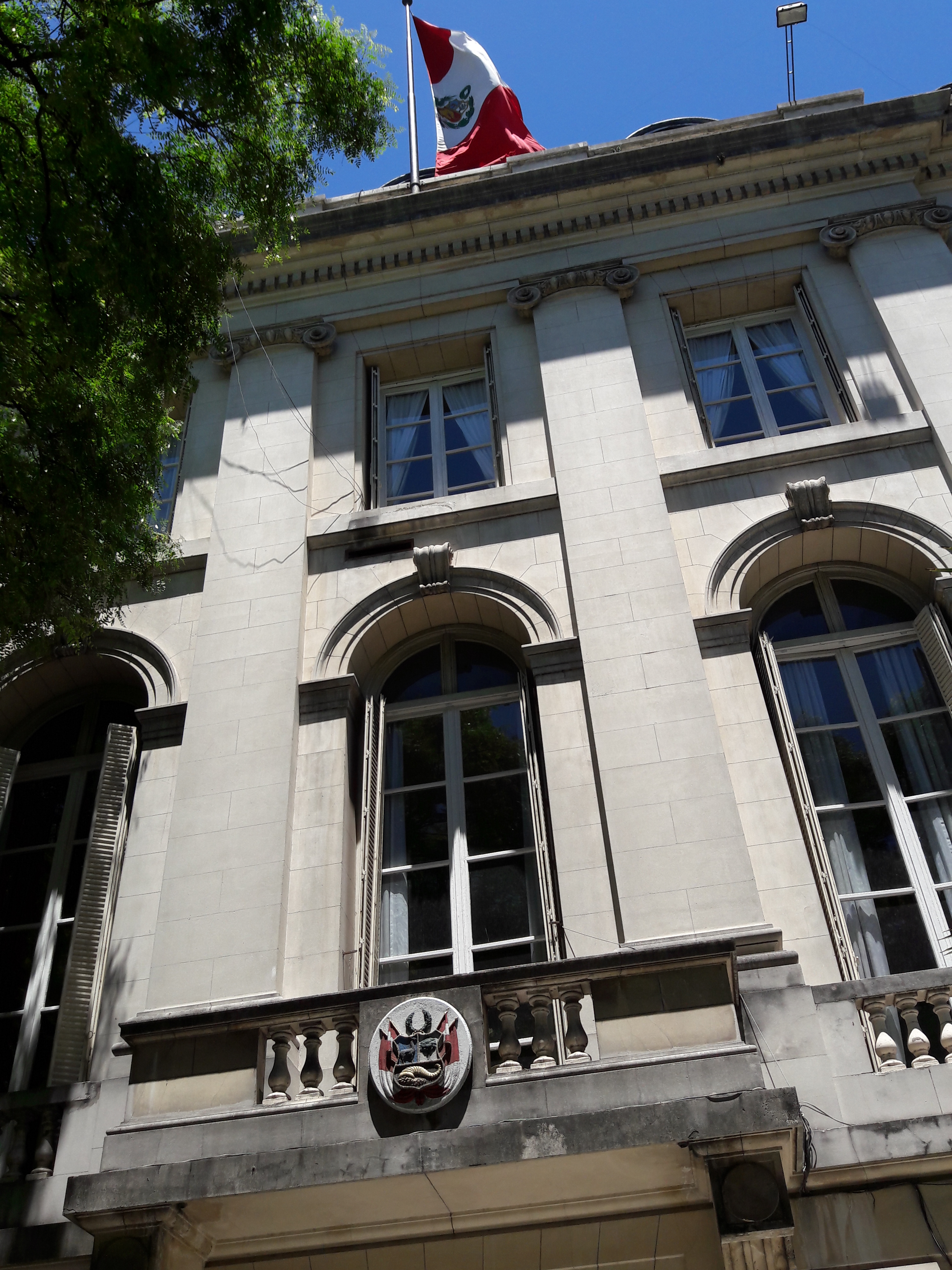
Embajada del Perú en Buenos Aires
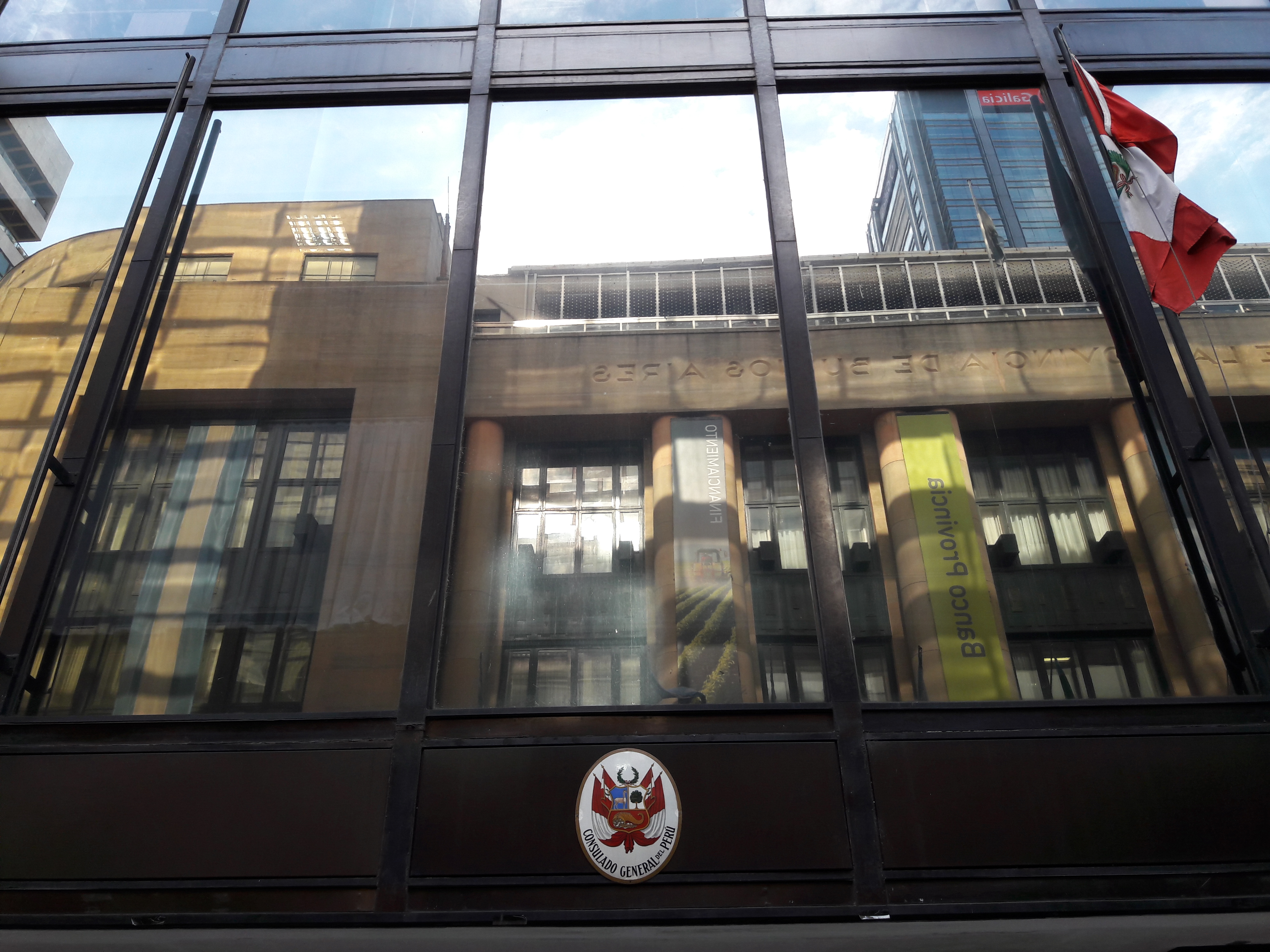
Consulado-General del Perú en Buenos Aires